# Phaonia changaica
Phaonia changaica är en tvåvingeart som beskrevs av Zinovjev 1990. Phaonia changaica ingår i släktet Phaonia och familjen husflugor.
Artens utbredningsområde är Mongoliet. Inga underarter finns listade i Catalogue of Life.